# ارباخ (راینلاند-فالتس)
ارباخ (راینلاند-فالتس) (به آلمانی: Erbach) یک شهر در آلمان است که در Rheinböllen واقع شده‌است. ارباخ ۲۵۴ نفر جمعیت دارد.